# Epidemia cholery w Jemenie
Epidemia cholery w Jemenie – epidemia trwająca od października 2016.

## Przebieg
W październiku 2016 roku, rozpoczęła się epidemia cholery w Jemenie. Liczba zachorowań zmniejszyła się ok. połowy marca 2017 roku, ale następnie wzrosła ponownie 27 kwietnia 2017 roku i epidemia trwa nadal (dane z lipca 2017). Według doniesień, nawrót epidemii wynikał częściowo z tego, że sieć kanalizacyjna w stolicy, Sanie, przestała funkcjonować po interwencji Arabii Saudyjskiej w jemeńskiej wojnie domowej. Według danych ze stycznia 2020 r. potwierdzono 2 316 197 przypadków, a 3910 osób zmarło.